# Margaritas (carlismo)
Las Margaritas (llamadas así en honor a Margarita de Borbón-Parma, esposa de Carlos VII y popularmente conocida como el Ángel de la Caridad) fueron el ala femenina del carlismo.
Como uniforme usaban una boina blanca, que contrastaba con las rojas de los requetés; y una margarita, normalmente bordada a mano.

## Historia
Primeras noticias sobre "institución benéfica, que se denominará Las Margaritas", son de 1913; en 1914 ya se mencionaba como "Agrupación femenina de Las Margaritas". En abril de 1919 se fundó la "Asociación de Margaritas de Navarra" en Pamplona, con la idea inicial de ser una organización caritativa. Sin embargo, la agrupación no empezó a cobrar relevancia hasta 1931, cuando los carlistas refundaron la asociación, transformándolas de organizaciones benéficas católicas a participantes activas en el sector político. 
Manuel Fal Conde, destacado líder carlista, animó la colaboración de las margaritas para el reclutamiento de mujeres a la causa. Estas mujeres debían ser formadas como tradicionalistas, por lo que tenían que ser monárquicas a ultranza y entusiastas activistas. Además, ante el ascenso de votos a la izquierda, los líderes carlistas optaron por darle un papel más activo a la agrupación en las actividades políticas, como la participación en mítines y reuniones del partido.
Más allá del oportunismo electoral del primer momento, las mujeres fueron retratadas como las únicas que podían salvar la patria y la religión, pilares principales de la ideología carlista. La educación fue reconocida como el cometido fundamental de las margaritas, las cuales debían hacerse cargo de la educación de los hijos de las familias carlistas. Por ello, se les encomendó realizar actividades como visitar a las familias en las que naciera un niño, y, dependiendo de si era niño o niña, regalarle una boina o una margarita, respectivamente. A continuación, el recién nacido era registrado como miembro de la asociación correspondiente, afianzando el proceso de captación. En estas asociaciones, tenían lugar reuniones diarias con otros hijos de los socios, siendo fomentadas actividades lúdicas como juegos, bailes... Era una forma de mantener vivo el culto a lo tradicional y preservar lo típico de cada región.
En 1934, María Rosa Urraca Pastor alentó a las Margaritas a adoptar a los huérfanos que había dejado la Revolución Asturiana y criarlos en familias católicas que les proporcionarían empleos, profesiones y oficios adecuados.

### Durante la Guerra Civil
Las margaritas trabajaron en hospitales y otras tareas en el bando sublevado, mientras que en la República eran perseguidas por sus posiciones, siendo ejecutadas muchas de ellas.
En 1936 la Comunión Tradicionalista calculó más de 23.000 margaritas.
Tras el Decreto de Unificación promulgado por el general Franco (por el cual se fusionaron los partidos Falange Española de las Juntas de Ofensiva Nacional Sindicalista y la Comunión Tradicionalista, dando lugar a la Falange Española Tradicionalista y de las Juntas de Ofensiva Nacional Sindicalista), la Falange obtuvo una posición dominante sobre el carlismo. A las margaritas no les agradó la Unificación. Sin embargo, se aceptó el decreto y las delegadas provinciales serían falangistas, mientras que las Margaritas asumirían las secretarías.

### En la actualidad
Actualmente, sigue existiendo un reducido grupo activo de Margaritas a modo de sección femenina del partido Comunión Tradicionalista Católica (CTC).